# Teoría 2-T
La Teoría 2-T, también conocida como Teoría S-2T holográfica (11+2), es una teoría cuántica de la gravedad introducida por Itzhak Bars, que sugiere que el espacio-tiempo tiene dos dimensiones temporales (ver dimensiones de tiempo múltiples). Está inspirado en la estructura supersimétrica ampliada de la Teoría M (véase también Teoría F). Describir las 11 dimensiones de la Teoría M en el lenguaje de la física bitemporal requeriría añadir una dimensión temporal y otra espacial, dando a la naturaleza 11 dimensiones espaciales y dos temporales. La versión de la Teoría 2-T de Bars tendría un total de 13 dimensiones.
La Teoría 2-T sugiere que la física en un espacio-tiempo 3+1 (3D espaciales y 1D temporal), correspondiente al modelo estándar, es equivalente a una física en un espacio-tiempo 4+2 (4D espaciales y 2D temporales) en la que se ha fijado cierta simetría gauge sobre 1+1 dimensiones. La presencia de este espacio-tiempo 4+2 se puede percibir en nuestro mundo de 3+1 dimensiones gracias a las simetrías que se establecen en esta teoría y que aparecen como simetrías ocultas en nuestro universo. La Teoría 2-T está basado en el grupo simpléctico Sp(2,R), la cual garantiza la noción de causalidad y la unitariedad en todas las posibles “sombras” 3+1. Una de esta sombras parece coincidir con el Modelo Estándar.

## Panorama general

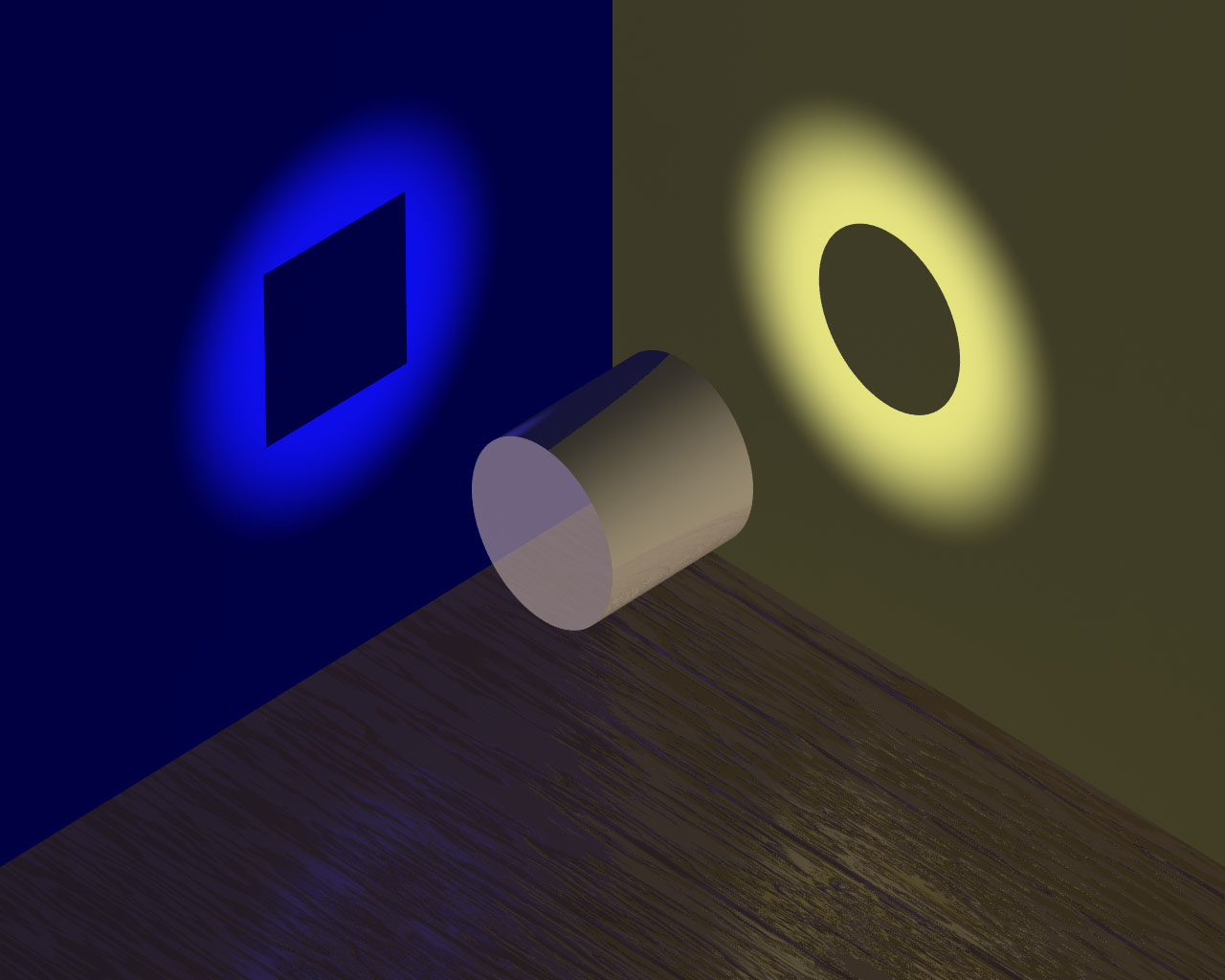
Imagen ilustrativa de como un mismo objeto puede proyectar sombras diferentes en las paredes, como analogía a la Teoría 2-T de Itzhak Bars

En la física clásica, una partícula en movimiento se describe completamente por su momento (es decir, su masa por su velocidad) y su posición. Pero la física cuántica implica que es imposible conocer con precisión estas dos propiedades al mismo tiempo. La teoría 2-T altera las leyes que describen el movimiento incluso aún más, ya que postula que la posición y el momento no son distinguibles en un momento de tiempo dado. Técnicamente, pueden relacionarse matemáticamente mediante una simetría, lo que significa que intercambiar posición por momento mantiene sin cambios la física subyacente. 
Se podría decir que el tiempo no sería la línea que une el pasado con el futuro, sino que en realidad es una curva dentro de un espacio-tiempo de seis dimensiones, 4 espaciales y 2 temporales.
Para reproducir las ecuaciones que describen el mundo con precisión, la teoría 2-T también necesita una dimensión adicional del espacio, dando un total de cuatro dimensiones espaciales. Las matemáticas con cuatro dimensiones espaciales y dos temporales reproducen las ecuaciones del modelo estándar. Nuestro universo de cuatro dimensiones (3+1) se puede entender como una "sombra" de un espacio-tiempo de seis dimensiones (4+2). Nuestro universo es como un "muro" tetradimensional que muestra sombras de los objetos en una "sala" hexadimensional.
Podemos imaginarlo con la siguiente analogía: si colocamos un objeto en una caja en el que existen varias fuentes luminosas, el objeto proyecta sombras de diferente forma sobre las diferentes paredes. Si solo observáramos las diferentes sombras, podríamos interpretarlo como objetos completamente diferentes. Podríamos no percibir que provienen de un objeto común. De la misma forma, un espacio-tiempo de 4+2 dimensiones, como el que propone la teoría 2-T de Bars, generaría una gran variedad de “sombras” con un único tiempo, que corresponden a diferentes espacio-tiempo de 3+1 dimensiones, cada uno con “su propio” tiempo.

## Éxitos
Nosotros no podemos observar directamente esta física, ya que estamos restringidos a 1 tiempo y 3 dimensiones espaciales. Sin embargo, sí podemos extraer consecuencias de la existencia de la física 2-T a partir de una observación detallada de las sombras. Si analizamos el sistema más simple posible en física 2-T, es decir, un espacio-tiempo plano en 6 dimensiones donde la física es invariante frente al cambio de posiciones y momentos de las partículas que se mueven en dicho espacio, las propiedades, leyes y simetrías que se extraen como "sombras" que se proyectan en nuestro universo tetradimensional son, entre otras, las siguientes:
- Ecuación de Dirac y ecuación de Schrödinger, es decir, la mecánica cuántica.
- Existencia de partículas sin masa, por ejemplo fotones.
- Partículas en un espacio-tiempo cosmológico, los que se llaman modelos cosmológicos de Friedmann-Robertson-Walker.
- El átomo de hidrógeno: los electrones se organizan alrededor del núcleo en diferentes orbitales identificados por números cuánticos (n = llamado principal, nos mide la energía del orbital, y l = llamado angular, nos mide como rota el electrón alrededor del núcleo; hay orbitales diferentes (ej.: 2s y 2p) que pueden presentar la misma energía, al tener el mismo valor de n = 2; esto es absolutamente sorprendente porque según nuestra experiencia una partícula no tiene la misma energía si está rotando o no (para una misma energía radial); sin embargo, es lo que nos dice la cuántica y lo que confirma la experiencia, pero no tenemos muchas explicaciones de por qué ocurre así; sin embargo, si se estudia la sombra de la física 2-T a nuestra física 1-T que da lugar al átomo de hidrógeno, se obtiene que hay una simetría no evidente que explica este fenómeno, precisamente por el hecho de que, en la física 2-T, momentos y posiciones son intercambiables.
- La invarianza de Runge-Lenz en las órbitas planetarias en mecánica celeste clásicas puede tener su origen en la invarianza a rotaciones en la teoría 2-T.

Otros éxitos de la teoría son:
- Elimina una partícula no deseada que se extrae de la Cromodinámica Cuántica, el axión, que surge debido a la conservación de las simetrías CP por la fuerza fuerte (esta simetría es violada por la fuerza débil). La física 2-T elimina esta especie de anomalía original del modelo estándar sin la necesidad de considerar el axión y explica posiblemente porque no se ha encontrado esta partícula tras muchos años de búsqueda.
- La física 2-T, más simétrica, puede ayudar a formular una versión clara y completa de la Teoría M, algo que no se ha conseguido todavía a pesar de los múltiples esfuerzos.

## Defectos
El problema con esta teoría es que esta reducción no es única: hay infinitas inmersiones de 3+1 dimensiones en 4+2, con lo que no es fácil justificar por qué el Modelo Estándar es como es; en teoría de supercuerdas pasa algo parecido: no sabemos porqué “nuestro” universo y sus leyes son como son (podrían ser de muchas otras formas); muchos aluden al principio antrópico.